# 君子站
君子站（：／ Gunja yeok */?）副站名陵洞（능동），是首都圈電鐵5號線與首爾地鐵7號線沿線交會的一座轉乘車站，位於韓國首爾特別市廣津區君子洞。

## 車站構造
5號線站體位於上層，7號線則在下層。
5號線站體為1面2線島式月台的地下車站，7號線站體則是2面2線側式月台的地下車站，兩線候車月台皆設有月台幕門，並有出口共8處。

### 5號線月台

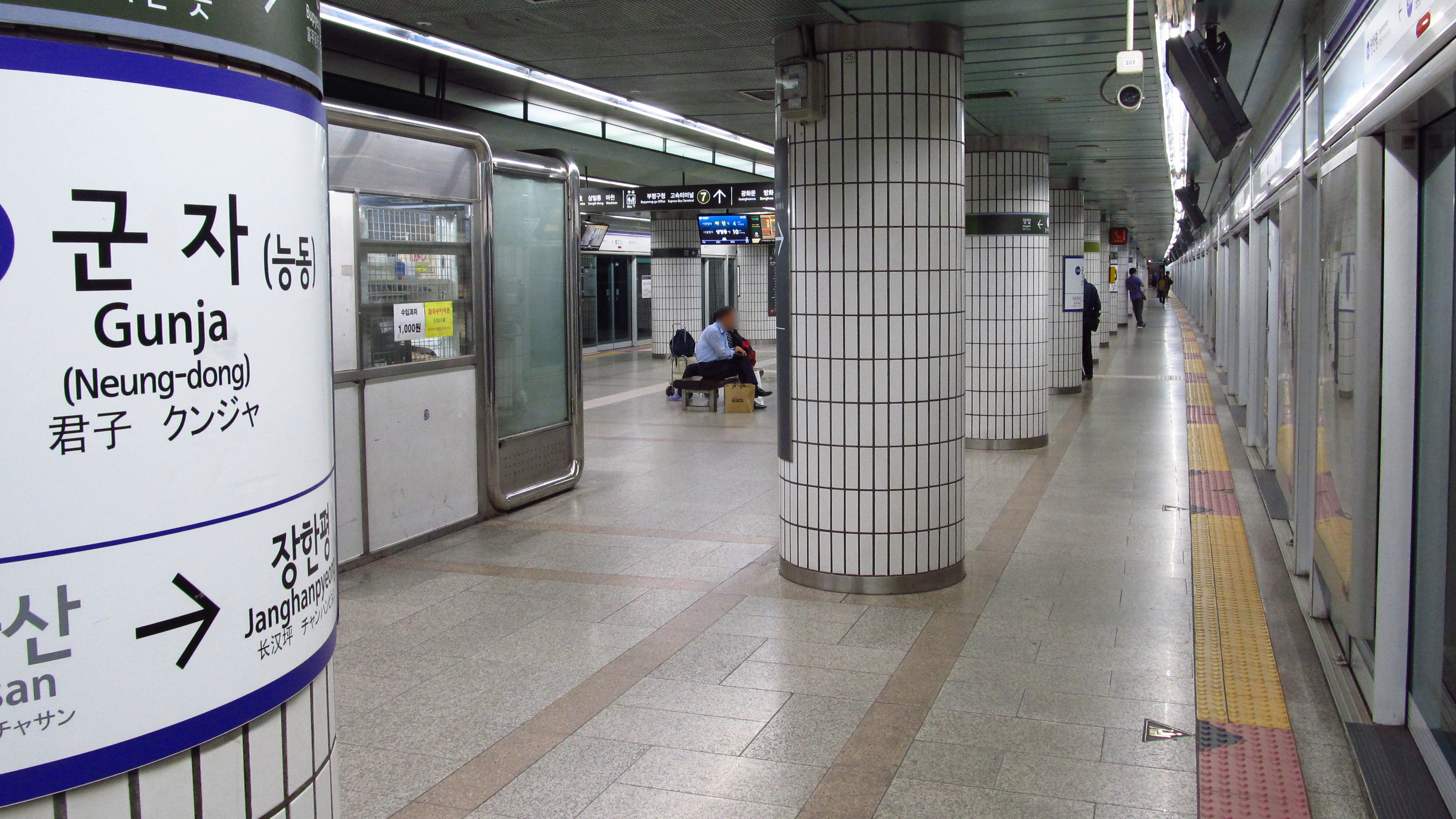
5號線候車月台

| 長漢坪 ↑ |
| 下 上 \| |
| ↓ 峨嵯山 |

| 月台 | 路線             | 目的地                             |
| ---- | ---------------- | ---------------------------------- |
| 上行 | ●首都圈電鐵5號線 | 踏十里、新吉、金浦機場、傍花方向   |
| 下行 | ●首都圈電鐵5號線 | 千戶、上一洞、河南黔丹山、馬川方向 |

### 7號線月台

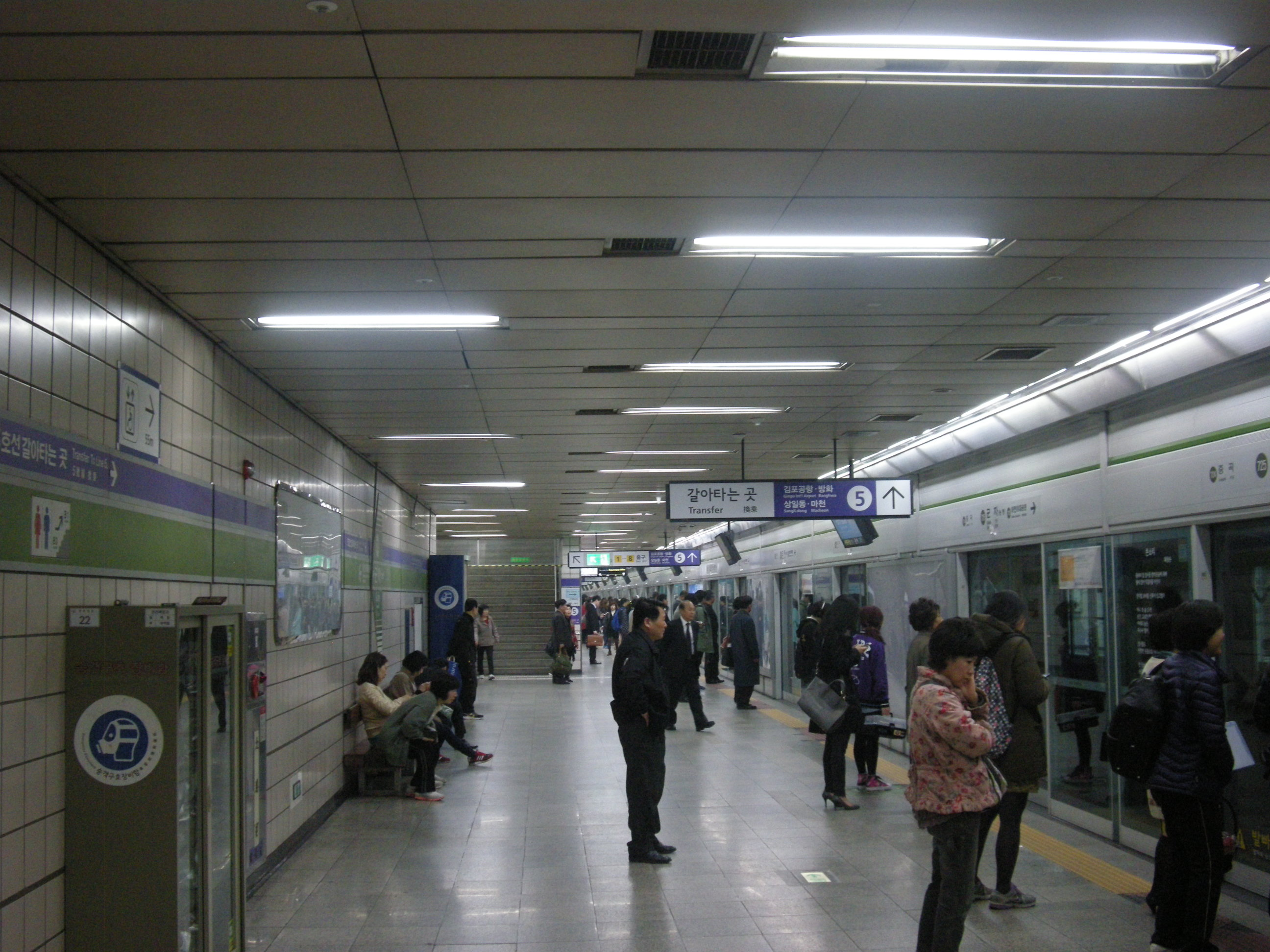
7號線候車月台

| 中谷 ↑       |
| \| 上        |
| ↓ 兒童大公園 |

| 月台 | 路線           | 目的地                                     |
| ---- | -------------- | ------------------------------------------ |
| 上行 | ●首爾地鐵7號線 | 上鳳、泰陵、長岩方向                       |
| 下行 | ●首爾地鐵7號線 | 建國大學、光明十字路口、富平區廳、石南方向 |

## 歷史
- 1995年11月15日：落成啟用。
- 1996年10月11日：7號線站體開通。

## 車站周邊
- 中浪川（朝鲜语：중랑천）
- 中谷洞郵局
- 國立精神健康中心（朝鲜语：국립정신건강센터）
- 千户大桥
- 世宗大學
- 世宗初等學校
- 君子车辆基地

## 圖片

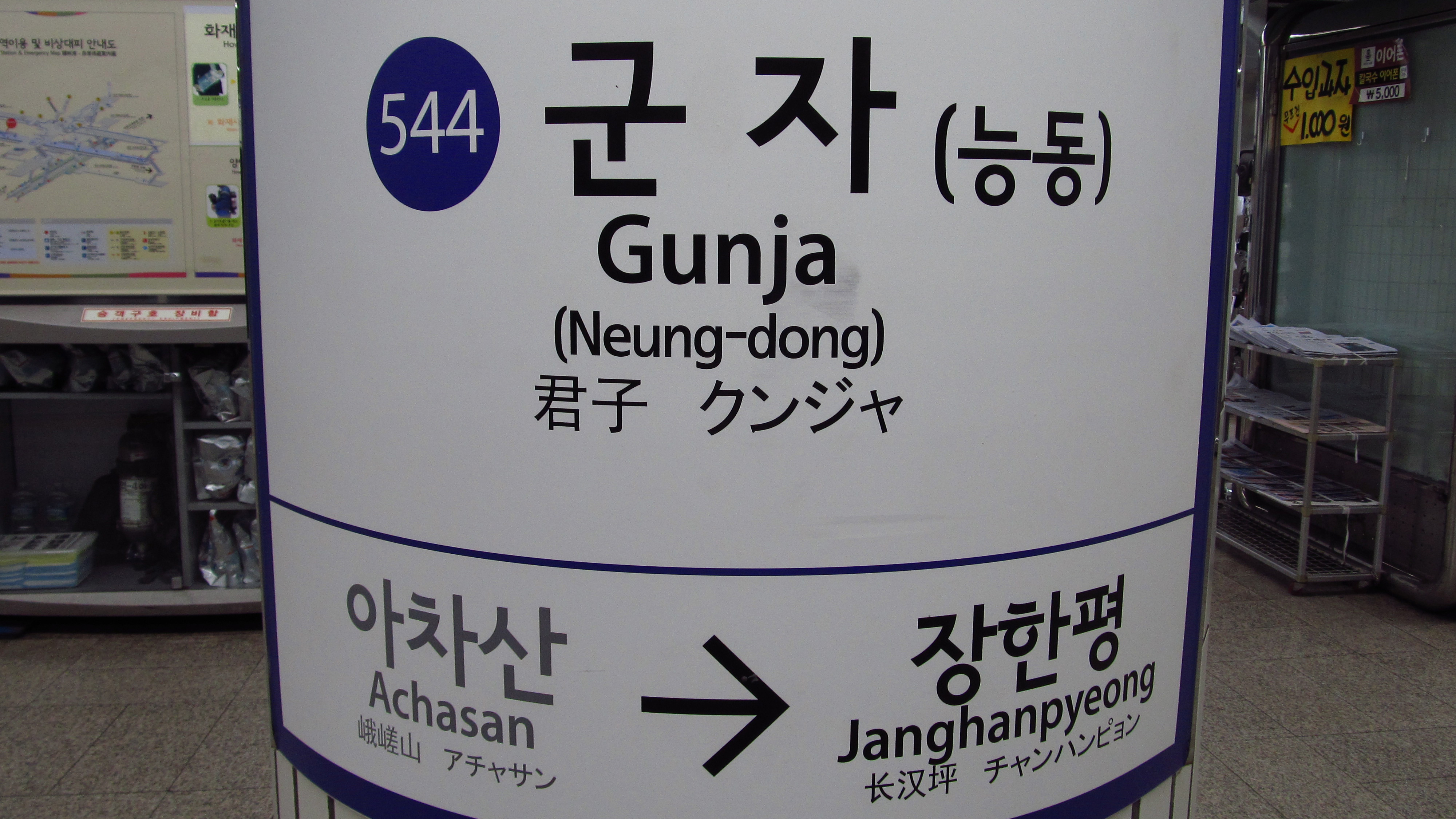
5號線站名牌
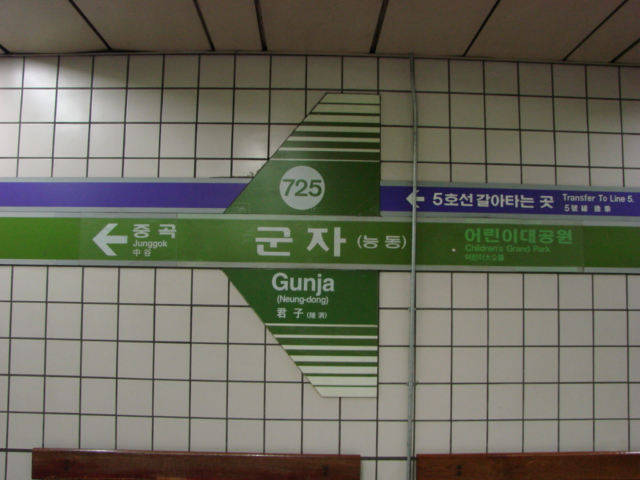
7號線站名牌
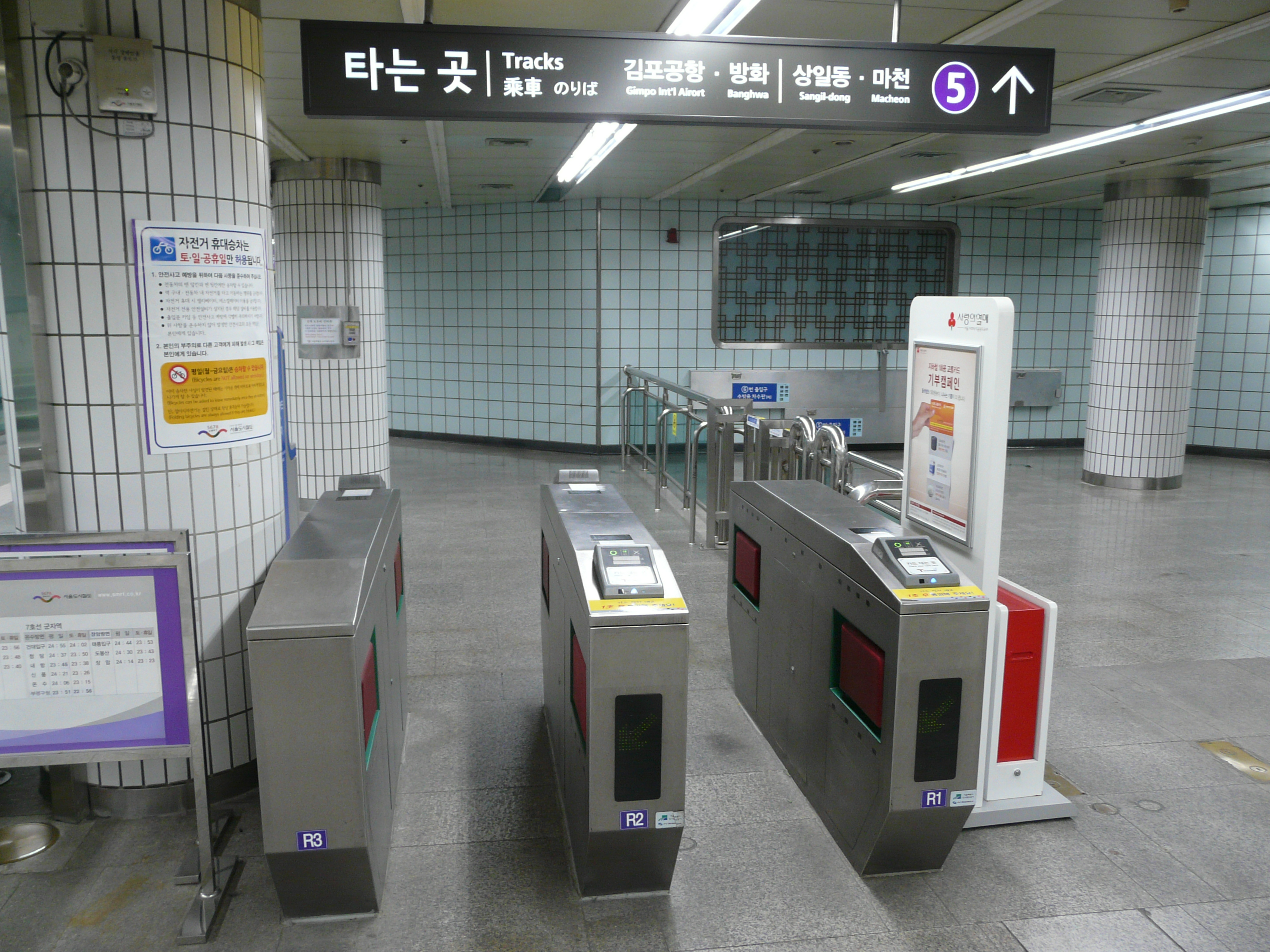
剪票閘口
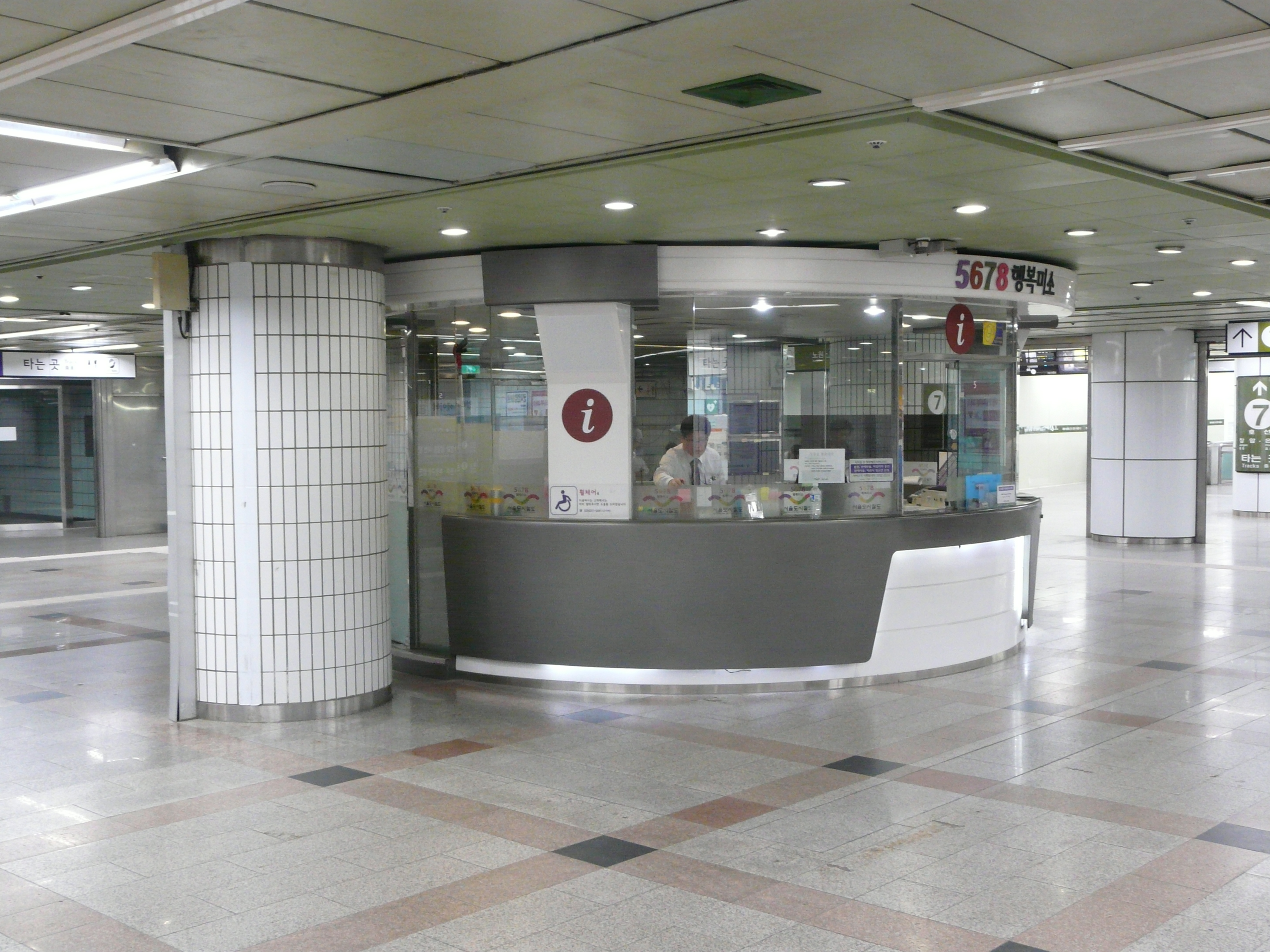
服務窗口
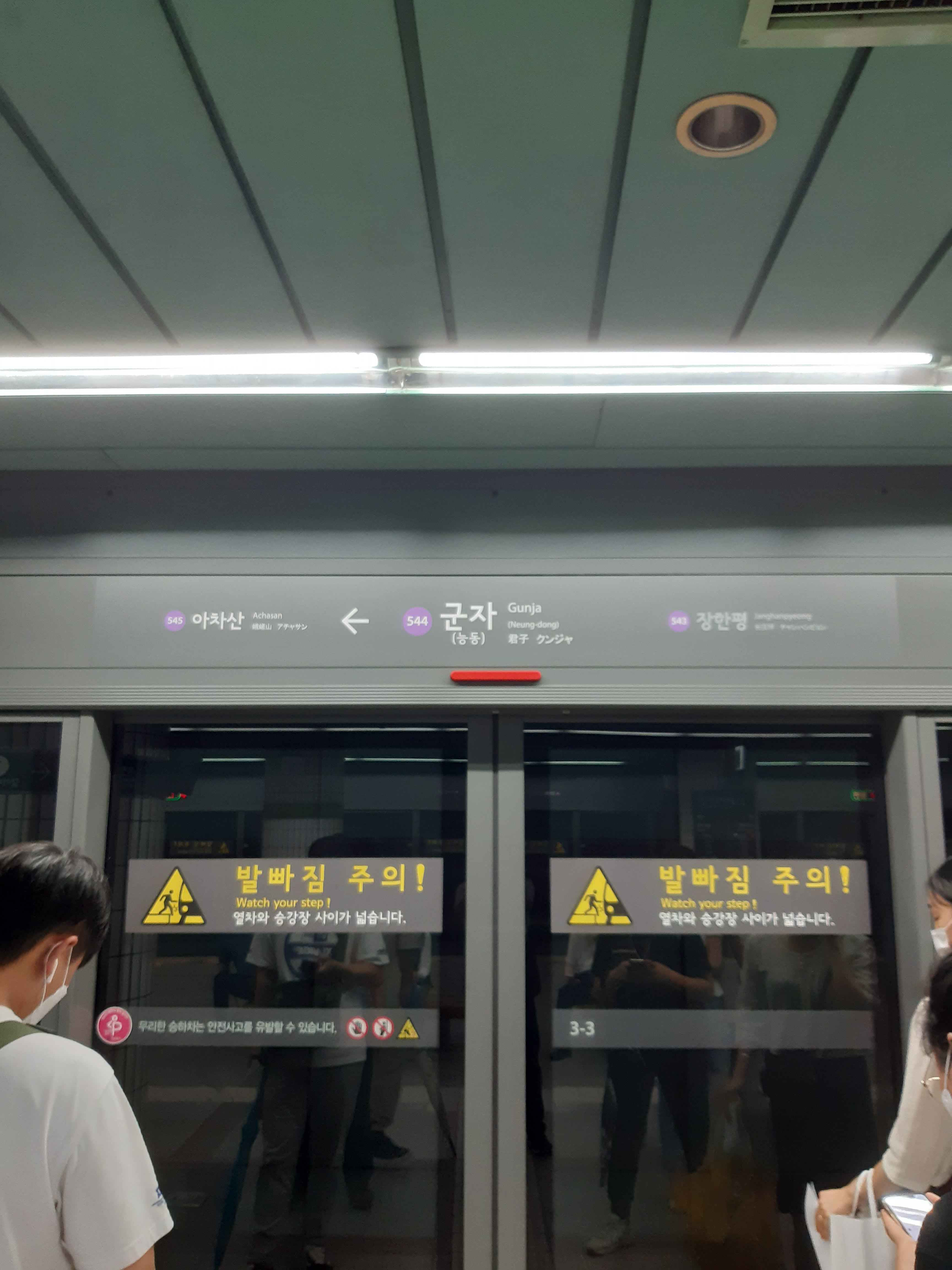
5號線月台門
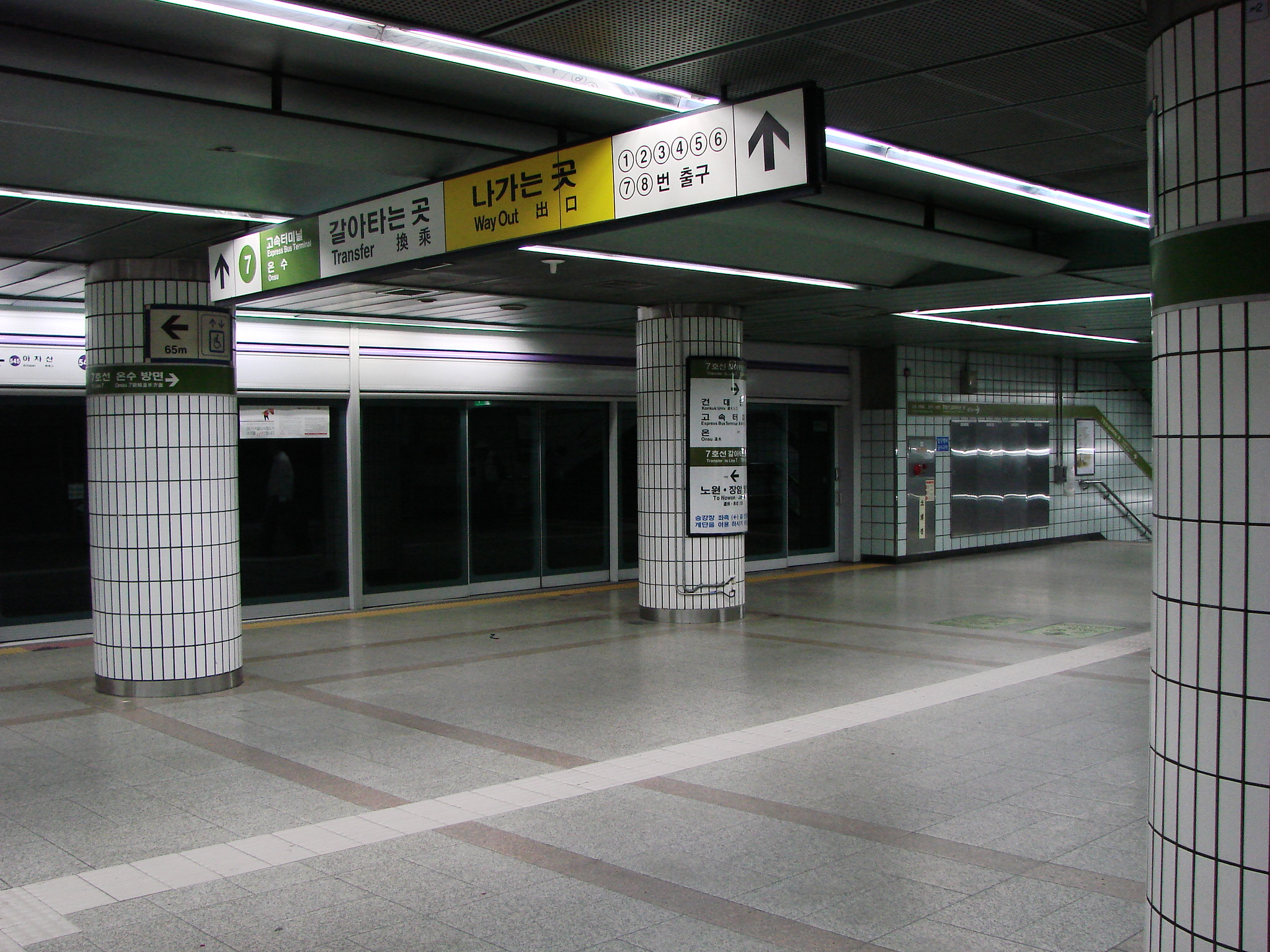
候車月台與轉乘通道口
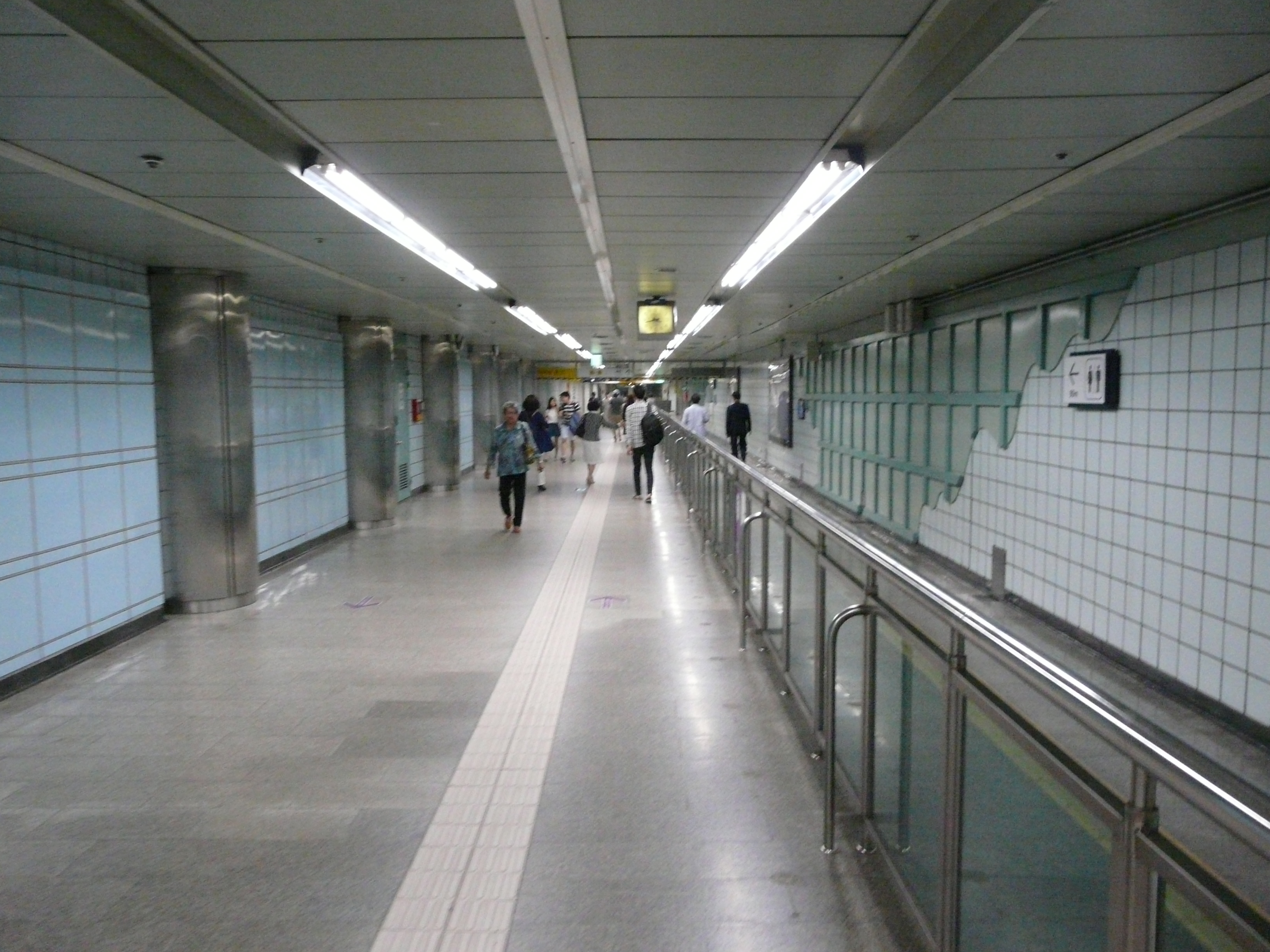
轉乘通道
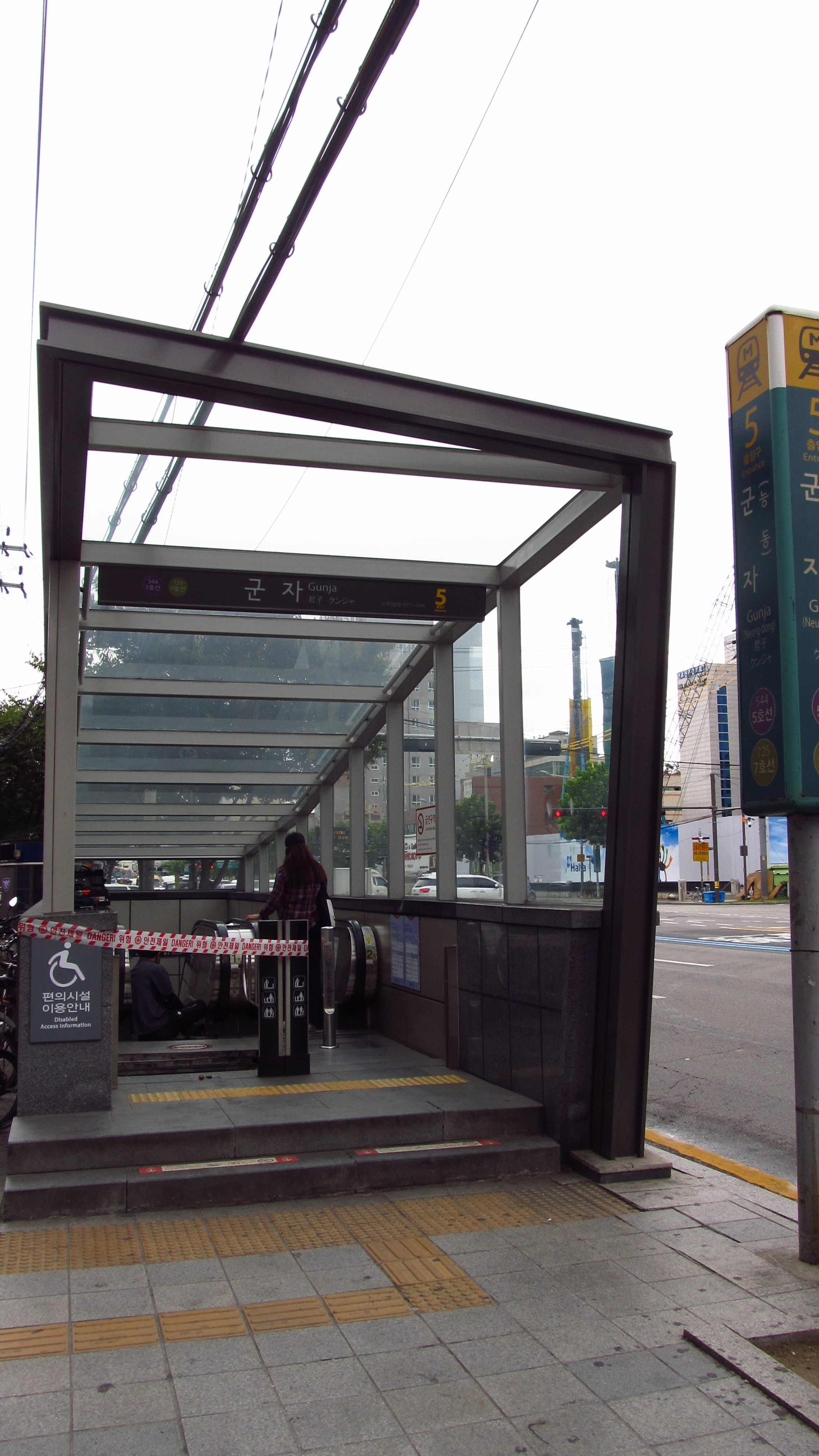
5號出口
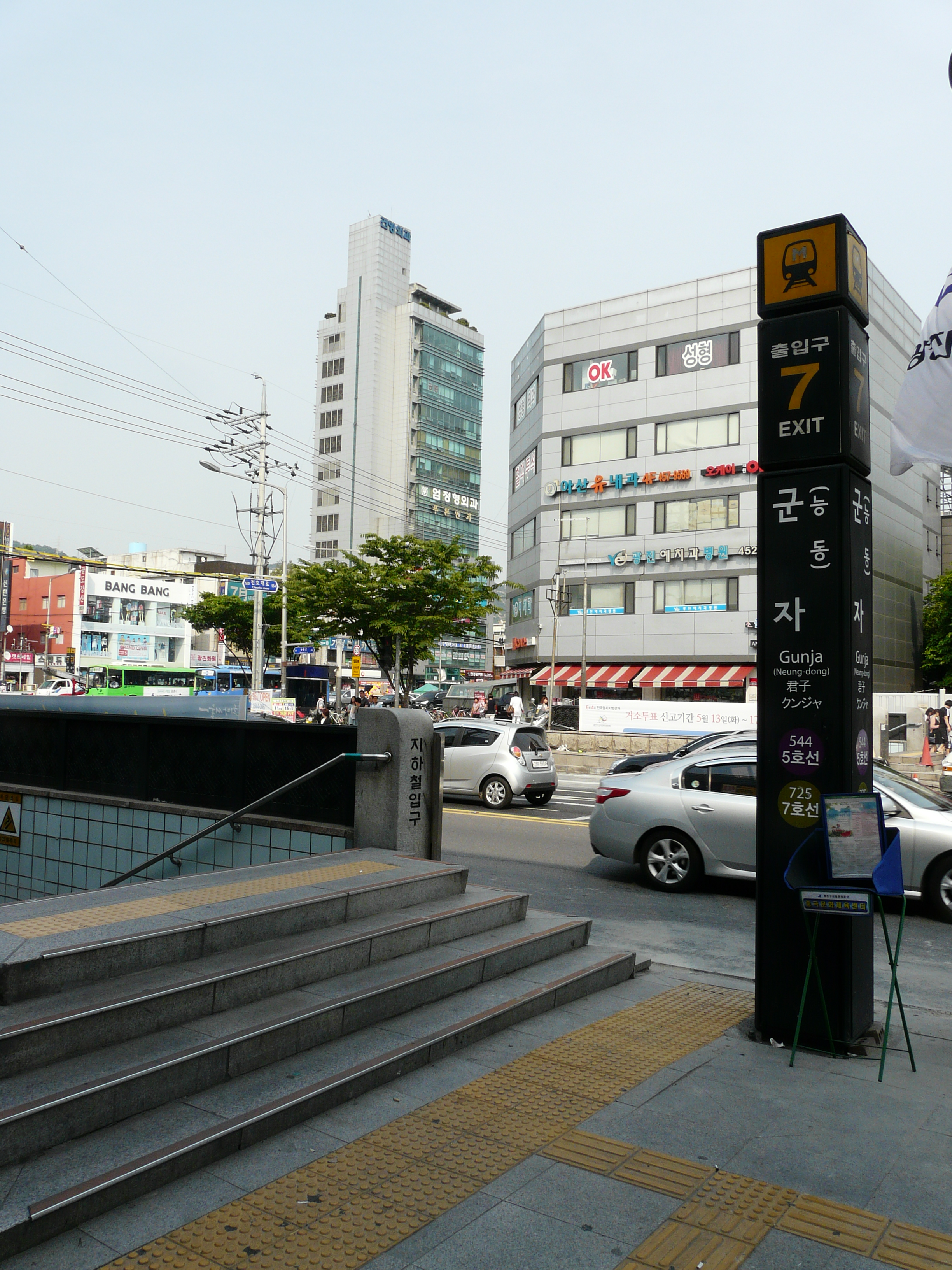
7號出口

## 相鄰車站
首爾交通公社
●首都圈電鐵5號線
長漢坪（543）－君子（544）－峨嵯山（545）
●首爾地鐵7號線
中谷（724）－君子（725）－兒童大公園（726）